# Per Hagbø
Per Hagbø, właśc. Peder Pedersen Hagbøen (ur. 14 kwietnia 1819 w Nesset, zm. 29 stycznia 1842 w Møre og Romsdal) – norweski przestępca, skazany za morderstwo.
Został zatrzymany w sierpniu 1840 pod zarzutem zamordowania ciężarnej Brit Knutsdatter, która pracowała jako służąca. Według aktu oskarżenia uderzył ją siekierą w głowę i zrzucił z urwiska. Kobietę znaleziono jeszcze żywą, ale zmarła tego samego dnia na skutek odniesionych ran. W marcu 1841 Hagbø został skazany na karę śmierci przez ścięcie. Wyrok wykonano 29 stycznia 1842 roku. Ciało pochowano w nieoznaczonym grobie.
Bjørnstjerne Bjørnson, pisarz i noblista, widział tę egzekucję jako dziwięcioletni chłopiec. W artykułach pisanych po latach do „Dagbladet” utrzymywał, że Hagbø był niewinny i że doszło do pomyłki sądowej. Prawnik Per Moursund, który w roku 1957 ponownie badał sprawę, nie znalazł dowodów potwierdzających punkt widzenia Bjørnsona.